# BBC Four
BBC Four est une chaîne de télévision britannique de la British Broadcasting Corporation (BBC) disponible via la télévision numérique terrestre, IPTV, satellite et câble. Elle fut lancée le 2 mars 2002 pour succéder à BBC Knowledge au Royaume-Uni (à ne pas confondre avec la version internationale du même nom). Elle diffuse essentiellement des documentaires. BBC Four transmet de 19 h à 4 h du matin. Sur la TNT et le satellite (Astra 28,2° Est anciennement Eurobird), elle partage son temps d'antenne avec la chaîne CBeebies, chaîne destinée aux enfants.
BBC Four est la chaîne culturelle de la BBC. Elle montre « une grande variété de programmes dramatiques, documentaires, musique, cinéma international, de comédie et d'actualité […] une alternative aux programmes sur les chaînes de télévision grand public. »[pas clair]
La chaîne a un budget annuel de 53,5 millions de livres sterling. Elle a un calendrier dominé par les rediffusions, mais sa licence lui impose de diffuser au moins 100 heures d'art nouveau et de musique chaque année.

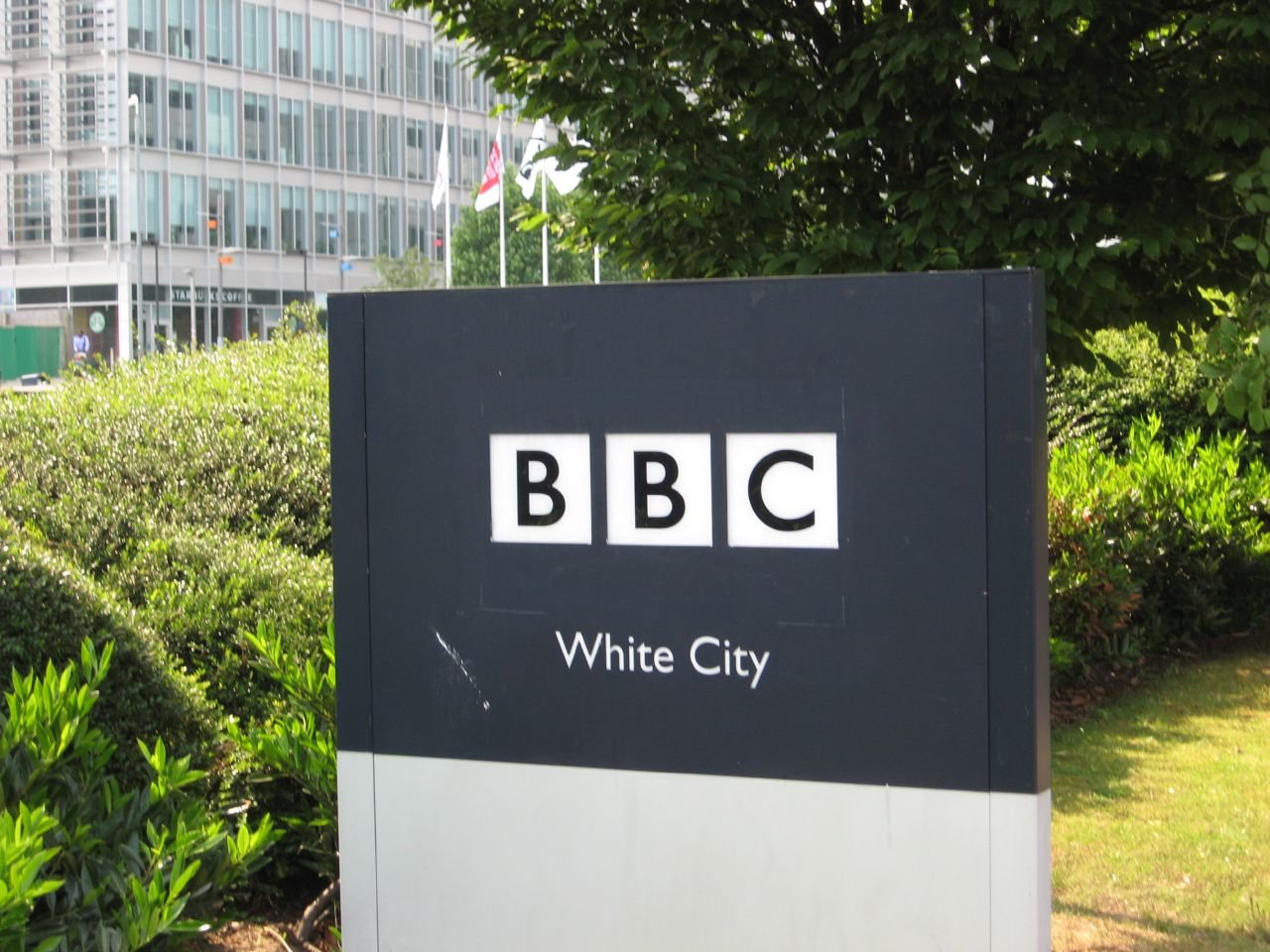
Logo de la BBC à White City.

## Identité visuelle

### Logos

Logo de BBC Four de 2 mars 2002 au 19 octobre 2021.
Logo de BBC Four depuis le 20 octobre 2021.